# Shingeki no Kyojin
Shingeki no Kyojin (japonês: 進撃の巨人, lit. "O Gigante de Avanço"), também conhecido pelo título em inglês Attack on Titan, e em português Ataque dos Titãs, é uma série de mangá escrita e ilustrada por Hajime Isayama. É ambientado em um mundo onde a humanidade vive dentro de cidades cercadas por três enormes muralhas que os protegem dos gigantescos humanoides devoradores de humanos chamados de Titãs; a história segue Eren Jaeger, que jura exterminar os Titãs, após um Titã causar a destruição de sua cidade natal e a morte de sua mãe. Shingeki no Kyojin teve seus capítulos publicados na revista mensal de mangás shōnen Bessatsu Shōnen Magazine da editora Kodansha entre setembro de 2009 e abril de 2021, com os seus capítulos compilados em 34 volumes tankōbon.
Uma adaptação em uma série de anime de televisão do mangá foi produzida pelos estúdios Wit Studio (temporadas 1–3) e MAPPA (temporada 4). A primeira temporada de 25 episódios foi transmitida de abril a setembro de 2013, seguida por uma segunda temporada de 12 episódios transmitida de abril a junho de 2017. Uma terceira temporada de 22 episódios foi transmitida em duas partes, com os primeiros 12 episódios transmitidos de julho a outubro de 2018 e os últimos 10 episódios transmitidos de abril a julho de 2019. A primeira parte da quarta e última temporada foi transmitida entre dezembro de 2020 e março de 2021, a segunda parte foi exibida em janeiro de 2022, e uma terceira e última parte, também dividida em duas metades, teve a primeira parte exibida em março de 2023, e a segunda exibida no final de 2023.
Shingeki no Kyojin tornou-se um sucesso comercial e da crítica mundial. Em setembro de 2022, bateu a marca de 110 milhões de cópias impressas de seus volumes tankōbon em todo o mundo, tornando-se uma das séries de mangá mais vendidas de todos os tempos. Ele ganhou 15 prêmios, incluindo o Prêmio de Mangá Kodansha, Prêmio Attilio Micheluzzi e o Prêmio Harvey.

## Enredo

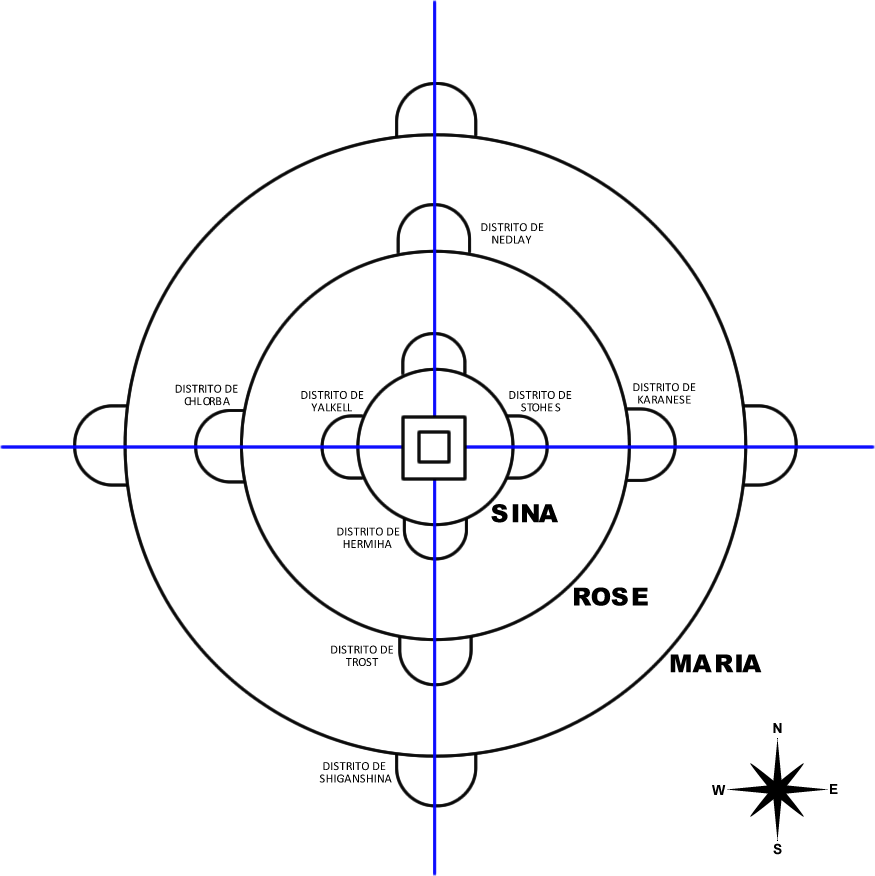
Diagrama da organização do território humano

Para se protegerem dos Titãs, seres enormes com a aparência humana e cuja existência se resume à comer pessoas, a humanidade construiu enormes muralhas de 50 metros e abrigou-se dentro delas. Houve cerca de um século de paz, até que, de repente, no distrito de Shinganshina, um Titã de tamanho colossal, jamais visto, apareceu.
Eren Yeager, Mikasa Ackerman — sua irmã adotiva — e seu amigo de infância, Armin Arlert, testemunham o aparecimento deste Titã Colossal, de 60 metros, que abre uma brecha na muralha Maria com apenas um chute. Os Titãs, em seguida, invadem a cidade e fazem uma carnificina. Outro Titã, com uma couraça dura e cerca de 15 metros, o Titã Blindado, rompe as barreiras da outra muralha, fazendo com que o território onde os humanos se abrigam dos titãs fosse reduzido.
No meio desse ataque, Eren e Mikasa são salvos por Hannes. Enquanto fogem, Eren assiste sua própria mãe sendo devorada por um Titã. Traumatizado, o garoto decide se vingar e matar todos os Titãs da terra.
Para cumprir seu intento, Eren entra para a Tropa de Exploração (Survey Corps), assim como Mikasa e Armin.
Cinco anos mais tarde, os três graduados cadetes foram enviados para o distrito de Trost, uma das cidades da fronteira que se localiza na Muralha Rose, quando o Titã Colossal reaparece e faz novamente uma brecha na muralha. Na batalha que se seguiu, Eren foi devorado por um dos Titãs na frente de Armin Arlert. No afã da batalha, um Titã aparece e, em vez de seres humanos, ele ataca e mata seus semelhantes, outros titãs. Este Titã diferente acaba se revelando ser o próprio Eren, que, de alguma forma, adquiriu a capacidade de se transformar em um Titã, o Titã de Ataque. Embora seja considerado uma ameaça por alguns, ele ajuda os soldados a recuperarem o distrito de Trost, fechando a brecha da muralha. Depois de ser levado à justiça, ele é recrutado pela Divisão de Exploração com a supervisão da Divisão de Exploração de Operações Especiais, liderada pelo capitão Levi.
Em uma expedição para Shinganshina em busca de respostas para o mistério em torno de Eren, os soldados são atacados por uma Titã Fêmea, cujo objetivo é capturar Eren. Embora os soldados sejam capazes de conter rapidamente a Titã Fêmea, ela se liberta e mata todos do esquadrão de Levi Ackerman, forçando o fim da expedição. Armin descobre que a Titã Fêmea é Annie Leonhardt, um dos cadetes que ensinaram Eren a lutar, e elabora um plano de captura no distrito Stohess. A missão foi um sucesso, embora o alvo passa a proteger-se dentro de um cristal quase indestrutível. Durante esta operação, os danos colaterais revelam que Titãs Colossais residem dentro das paredes das muralhas.

### Elementos do enredo
Mais de 100 anos antes do início da história, criaturas humanoides gigantes chamadas de Titãs (巨人, Kyojin) apareceram de repente e quase acabaram com a humanidade. Essas criaturas têm cerca de 3 a 15 metros de altura, com algumas exceções como, por exemplo, o Titã Colossal. Os Titãs instintivamente atacam e comem os seres humanos quando os veem, sem motivo aparente, pois eles não precisam se alimentar, já que a simples absorção da energia solar lhes proporciona energia vital. Os Titãs não possuem aparelho digestivo adequado; depois de terem comido, os Titãs vomitam suas refeições em grandes bolas viscosas. Além disso, possuem inteligência limitada e geralmente têm a aparência masculina, porém não possuem órgãos reprodutivos. Os Titãs também possuem pele resistente e difícil de penetrar, e eles se regeneram rapidamente de lesões, podendo até recuperar a cabeça depois de perdida, menos na nuca, que é o ponto fraco.
Como proteção, a humanidade tem três enormes muralhas concêntricas de 50 metros de altura, sendo distantes umas das outras por cem quilômetros. A muralha mais externa é a Muralha Maria (ウォール・マリア, Wōru Maria); a intermediária é a Muralha Rose (ウォール・ローゼ, Wōru Rōze); e a central é a Muralha Sina (ウォール・シーナ, Wōru Shīna).
A luta contra os Titãs é organizada em torno de um exército que é dividido em três divisões. A Divisão de Reconhecimento (調査兵団, Chōsa Heidan), que é focada na pesquisa sobre os Titãs e na exploração de territórios atrás de recursos, e também é responsável pela reconquista de territórios humanos das terras infestadas de Titãs ao redor das muralhas que demarcam o reino. Antes da destruição da Muralha Maria, a Divisão de Reconhecimento explorava o território externo, embora nunca indo muito longe e sempre sofrendo muitas baixas, gerando críticas civis sobre sua existência. A Divisão de Guarnição (駐屯兵団, Chūton Heidan), é a divisão militar especializada na manutenção das muralhas e preservação da ordem civil. A Polícia Militar (憲兵団, Kenpeidan) é a divisão que protege a família real, cobra impostos à população, e os seus soldados vivem uma vida relativamente relaxada. Esta divisão, eventualmente, está envolvida em fraude, corrupção e subterfúgio político. A fim de acertar com facilidade o ponto fraco dos Titãs, foi criado para os soldados usarem o Aparelho de Movimentação Tridimensional (立体 机动 装置, Rittai kidō sotchi), que lhes permite moverem-se rapidamente num espaço tridimensional (atuando como um sistema de luta, o que lhes permite saltar, e balançar de muros, árvores ou edifícios próximos para atacar o ponto fraco dos Titãs). Embora eles ofereçam alta mobilidade para um usuário experiente, o uso deste equipamento leva a um alto risco de sobrecarregar os músculos e, portanto, é necessária uma preparação física especial e um bom senso de equilíbrio para o utilizador. No entanto, apesar de ser a arma principal de defesa dos soldados contra os Titãs, é inútil em terreno aberto e plano.

## Produção

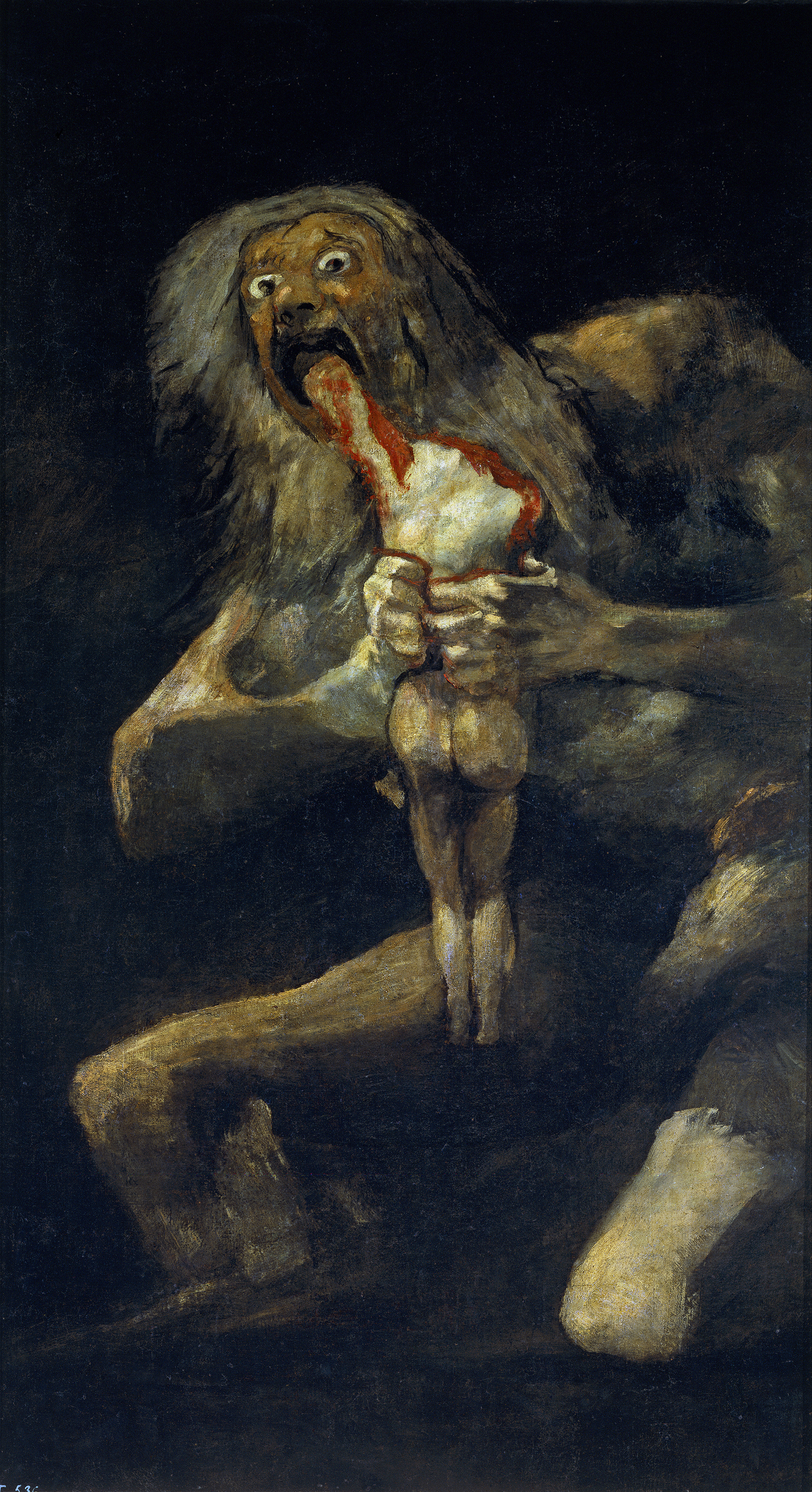
Pintura de Goya: Saturno devorando um filho. Inspirou a imagem de Titãs devorando humanos.

### Criação
Quando tinha 19 anos, Hajime Isayama, escreveu um one-shot que continha alguns elementos da futura série. Por esta altura, o autor já tinha uma visão abrangente da história, com uma diretriz como "uma humanidade encurralada". Inicialmente, ele ofereceu seu trabalho para a editora Shueisha para o seu mangá ser publicado na revista Weekly Shonen Jump. No entanto, como o seu estilo narrativo é diferente, se comparado ao estilo dos outros mangás publicados na revista, o editor pediu para que ele mudasse alguns detalhes da história, mas ele recusou. Então ele decidiu levar seu trabalho a Kodansha, que o aceitou. O one-shot é, então, publicado na revista Weekly Shonen Magazine, ganhando o prêmio de "Melhor Trabalho" em julho de 2006 no Grande Prêmio de Mangá. Ele, então, trabalhou em duas publicações, Heart Break One e Onz, tornando-se assistente de Yuki Sato. Em 2009, o editor da Kodansha sugeriu que ele escrevesse uma série na nova revista mensal da editora, Bessatsu Shōnen Magazine, que foi lançada naquele ano. Durante seis meses, o autor trabalhou na criação do universo e na história do mangá. Ele apresentou dois storyboards, do terceiro e quarto capítulo da obra, que foram aceitos para o mangá ser publicado na revista.
Embora o autor tenha uma ideia geral da trama que o mangá irá seguir, a ideia do cenário não estava totalmente definida até a publicação do mangá. Em setembro de 2013, o autor anunciou que quer terminar a sua série em 20 volumes. Em setembro de 2014, Isayama diz que ele inicialmente queria terminar a série em cerca de 16 volumes mas preferiu prolongar para desenvolver melhor a história e os personagens. Ele então disse que iria terminar sua série em cerca de três anos, essa notícia também foi veiculada pelo seu gerente editorial Shintaro Kawakubo. Inicialmente, Isayama planejou dar a série uma conclusão trágica similar a O Nevoeiro, de Stephen King, cujos personagens morrem. No entanto, pelo sucesso do mangá e anime, o autor decidiu mudar o final da série devido ao impacto que poderia causar aos fãs.

### Inspiração
Hajime Isayama disse que queria criar uma história com criaturas gigantes devoradoras de humanos que possuem uma aparência crua e grotesca que transmitisse um sentimento de insegurança. A ideia original vem tanto de uma imagem do mangá Jigoku Sensei Nūbē que mostrava a Mona Lisa canibal comendo pessoas, quanto no encontro com um cliente bêbado que o agarrou pela camisa em um cyber café em que o autor trabalhou. Foi esse incidente que lhe mostrou "o medo de se encontrar uma pessoa com quem não se pode comunicar, e que o ser humano é o animal mais perigoso"; foi esse sentimento que ele decidiu passar por meio dos Titãs. Hajime também citou como fonte de inspiração o segundo jogo de uma série de visual novel chamado Muv-Luv Alternative, em que alienígenas repugnantes exterminam a humanidade sem se preocuparem com nada, e o mangá ARMS pela forma de explorar ao máximo o universo do mangá. Ele também disse a ser influenciado pelos jogos eletrônicos como Mega Man Legends e Monster Hunter, bem como por filmes estrelados por monstros como Godzilla, Mothra e Gamera.

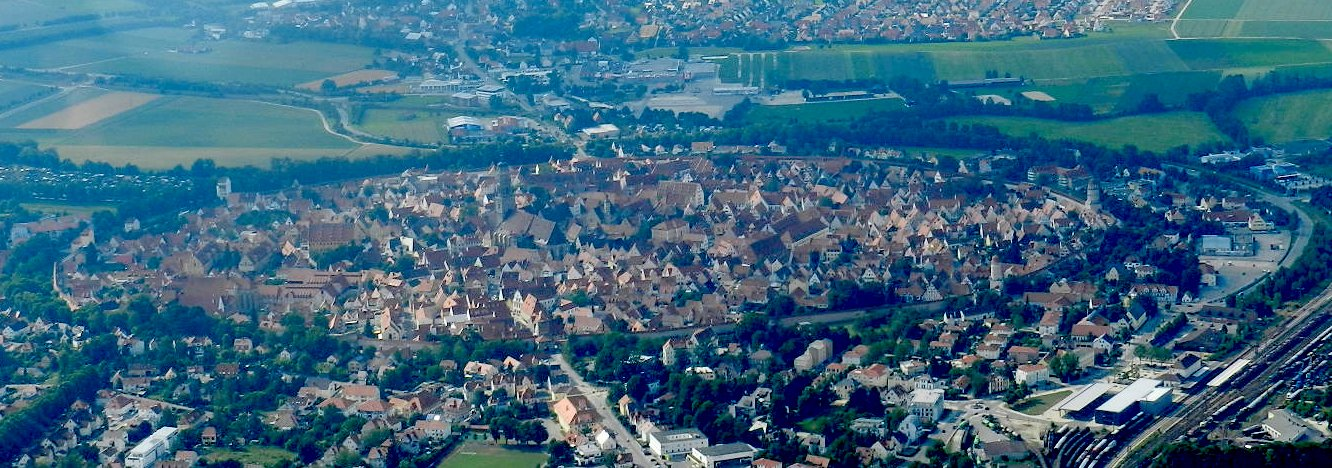
A cidade Nördlingen localizada na Alemanha inspirou o autor da série para criar a ambientação do mangá.

Para a concepção dos Titãs, Isayama utiliza modelos humanos, como o lutador de artes marciais mistas, Yushin Okami para a forma de Titã de Eren Yeager, e o lutador Brock Lesnar para o Titã Blindado. Ele também usa um livro de fotos de várias expressões faciais humanas de referência. Isayama deseja que os Titãs tenham uma aura imponente, semelhante à dos lutadores, por isso ele desenha deliberadamente os Titãs deformados igual à forma da pintura Saturno devorando um filho, para criar uma sensação de desconforto e medo para os leitores.
Para a ideia das muralhas que protegem a humanidade, Isayama se inspirou em uma cidade da Alemanha chamada Nördlingen, que tem uma aparência medieval e está rodeada por muros. A muralha da série também permite referências à cultura japonesa pela sua natureza isolada e fechada. Ele também pode se referir a Midgard da mitologia nórdica e ao Tártaro da mitologia grega, uma prisão cercada por um muro triplo em que os Titãs estão aprisionados. Já o personagem principal do mangá foi inspirado no autor enquanto criança, que vivia numa vila cercada por montanhas e ele queria saber o que havia além delas.

## Mídias

### Mangá

Logo original japonês do mangá

A série começou a ser publicada na primeira edição da revista mensal Bessatsu Shōnen Magazine da editora Kodansha, lançada em 9 de setembro de 2009. O mangá foi concluído após ser publicado durante onze anos, com o lançamento de seu 139º e último capítulo em 9 de abril de 2021. Em 8 de novembro de 2020, foi anunciado que o mangá teria uma serialização com páginas coloridas. Kodansha reuniu e publicou seus capítulos em volumes individuais em formato tankōbon. A Kodansha compilou os capítulos do mangá em trinta e quatro volumes, lançados de 17 de março de 2010 a 9 de junho de 2021.
No Brasil, o mangá foi publicado como Ataque dos Titãs pela editora Panini Comics entre 22 de novembro de 2013 e 29 de dezembro de 2021.
Em Portugal, sob o título Ataque dos Titãs, o mangá começou a ser publicado em 6 de setembro de 2018 pela editora JBC Portugal, mas após publicar 3 volumes, a editora acabou por abandonar o país em meio a uma crise no mercado editorial do Brasil, o que ditou o fim da subsidiária portuguesa da Editora JBC. A 24 de junho de 2024, o mangá regressa a Portugal, agora publicado pela Distrito Manga, sendo um dos primeiros lançamentos desta que é uma chancela pertencente à Penguin Random House Grupo Editorial.

#### Spin-offs
Um spin-off de comédia da série, chamado Shingeki! Kyojin Chūgakkō (進撃!巨人中学校), foi publicado entre maio de 2012 até julho de 2016 na revista Bessatsu Shōnen Magazine. Este mangá é escrito e ilustrado por Saki Nakagawa e a história se desenrola na escola de ensino fundamental Shingeki. O primeiro volume foi lançado em 4 de abril de 2013 e a série teve um total de 11 volumes publicados pela editora Kodansha. A série foi adaptada para anime pelo estúdio Production I.G tendo um total de 12 episódios exibidos, com direção de Yoshihide Ibata, roteiro de Midori Gotō e a trilha sonora de Asami Tachibana. A série foi ao ar em 4 de outubro de 2015 na MBS no Japão. A banda Linked Horizon ficou responsável pela música-tema de abertura do anime, chamada de "Youth Like Fireworks". E a música-tema de encerramento "Hangeki no Daichi", teve a performance dos dubladores dos personagens Eren, Mikasa e Jean.
Uma segunda série spin-off foi anunciada no volume 11 do mangá lançado em 9 de agosto de 2013. Escrito por Satoshi Shiki, o mangá é uma adaptação da light novel sequela Shingeki no Kyojin: Before the Fall. Um prólogo foi lançado em 26 de agosto de 2013 na revista Monthly Shōnen Sirius e a série começou a ser serializada em 26 de setembro de 2013. O primeiro volume foi lançado em 9 de dezembro de 2013 e o novo volume foi lançado em 9 de outubro de 2016. Em outubro de 2015, a série teve um total de 1,4 milhões de cópias vendidas. O mangá é licenciado e publicado no Brasil desde agosto de 2015 pela editora Panini Comics, sob o título "Ataque dos Titãs: Antes da Queda".[carece de fontes?]
Uma terceira série spin-off, Shingeki no Kyojin: Kuinaki Sentaku (進撃の巨人 悔いなき選択) foi escrito por Gan Sunaaku e ilustrado por Hikaru Suruga e conta o passado de Levi. Foi serializada na revista shōjo Aria em 28 de setembro de 2013 até junho de 2014. O primeiro volume tankobon foi lançado em 4 de abril de 2014 e a série foi completa em dois volumes. Esta série permitiu um aumento de cinco vezes a circulação de exemplares da revista Aria da editora Kodansha em novembro de 2013. E dez até dezembro de 2013. No Brasil, foi licenciado e publicado entre junho e agosto de 2015 pela editora Panini Comics, sob o título "Ataque dos Titãs: Sem Arrependimentos".[carece de fontes?]
Uma quarte série spin-off chamada Sungeki no Kyojin (寸劇の巨人) foi publicada como um aplicativo de smartphones e tablets pela editora Kodansha entre a sua publicação em 4 de dezembro de 2013 até 31 de dezembro de 2014. Ilustrado por Hounori, a série é um yonkoma paródia com os personagens principais do mangá principal. O primeiro volume foi lançado em 8 de agosto de 2014 e o segundo em 9 de abril de 2015.
A quinta série spin-off que adapta a light-novel Shingeki no Kyojin: Lost Girls escrito e ilustrado por Ryosuke Fuji. Começou a ser serializada em 8 de agosto de 2015 na revista Bessatsu Shōnen Magazine. O primeiro volume foi lançado em 8 de abril de 2016, e segundo e último volume foi lançado em 9 de agosto de 2016.

### Light novels
Uma série de light novels chamada Shingeki no Kyojin: Before the Fall foi publicada entre 2011 e 2012 no Japão totalizando 3 volumes. Escrito por Ryō Suzukaze e ilustrado por Thores Shibamoto, ele serve como uma prequela para a história do mangá principal. A história do primeiro volume segue Angel (アンヘル, Anheru) e como foi desenvolvido o Aparelho de Movimentação Tridimensional. Os volumes dois e três contam a história de Kyklo (キュクロ, Kyukuro), chamado de "Filho de Titãs", um rapaz que foi encontrado como um bebê no estômago de um Titã.
Uma segunda light novel chamada de Shingeki no Kyojin Kakuzetsu Toshi no Joō, escrito por Ryō Kawakami e ilustrado por Range Murata, foi lançado no Japão pela Kodansha. O primeiro volume foi lançado em 1 de outubro de 2014, e o segundo volume e último foi lançado em 1 de maio de 2015.
Uma light novel chamada de Shingeki no Kyojin: Lost Girls, escrito por Hiroshi Seko foi publicada em 9 de dezembro de 2014, composto por três histórias curtas focadas nas personagens Mikasa e Annie Leonhart.

### Anime
Uma adaptação em anime para televisão foi anunciada em dezembro de 2012, após a abertura de um site teaser chamado "project-attack.com". Com a produção do estúdio Wit Studio e direção de Tetsurō Araki, uma produção de Tetsuya Kinoshita e a trilha sonora composta por Hiroyuki Sawano, com Yūki Kaji estrelando como Eren, Yui Ishikawa como Mikasa e Marina Inoue como Armin. Sua exibição começou em 7 de abril até 28 de setembro de 2013 com um total de 25 episódios sendo transmitido pela emissora MBS, depois o anime é, então, retransmitido nos canais Tokyo MX, TV Aichi, FBS, HTB, TOS, BS11, e em seguida, no site Niconico. Pouco depois do começo da transmissão, Kyoji Asano, o character designer da série, anunciou que estava à procura de animadores ativos para trabalhar no anime, mas assegurou que mesmo pela falta de animadores a série não perderia a qualidade da animação. O último episódio da série foi transmitido em streaming no dia 28 de setembro de 2013 em Tóquio em um evento especial em mais de 15 cinemas japoneses.

Logo da adaptação em anime

Após esse evento, Tetsuro Araki, Tetsuya Kinoshita e o autor Hajime Isayama falaram que queriam adaptar o resto do mangá. Em outubro de 2014, George Wada, um dos produtores do anime, anunciou que uma segunda temporada estava em pré-produção. Na primeira exibição do filme de animação Shingeki no Kyojin zenpen ~Guren no yumiya~ em novembro de 2014 no Japão, com a presença dos seiyū dos personagens principais, foi anunciado a segunda temporada com previsão de ser lançada em 2016. Em julho de 2016, a data de estreia foi adiada para a primavera de 2017.
A segunda temporada foi produzida pela mesma equipe da primeira temporada, com exceção de Masashi Koizuka que assumiu o lugar de Tetsurō Araki como diretor. O primeiro episódio estreou em 1 de abril de 2017, nos canais japoneses Tóquio MX e MBS. A segunda temporada teve 12 episódios.
Após a transmissão do último episódio da segunda temporada, uma terceira temporada foi anunciada, com previsão de lançamento para 2018. Os primeiros doze episódios da temporada foram transmitidos na NHK General TV de 23 de julho a 15 de outubro de 2018, entrando em hiato até 29 de abril de 2019, a parte 2 conteve, também, doze episódios encerrando em 27 de julho de 2019. Hajime Isayama, o autor e ilustrador do mangá, ajudou na produção do roteiro e animação. Em 2018, foi revelado que Isayama se arrependia de ter feito certa parte do mangá de uma certa forma, por isso solicitou pessoalmente ao estúdio de animação algumas alterações no anime. O estúdio honrou esse desejo, e resultando na primeira parte da 3ª temporada sendo um pouco diferente dos capítulos de mangá correspondentes.
Ao fim do ultimo episodio da terceira temporada foi anunciado a quarta e ultima temporada do anime, com sua previsão para outono de 2020 na NHK. Em 23 setembro a mesma emissora de televisão confirmou a exibição da animação a partir do dia 7 de dezembro de 2020. A equipe de produção foram alteradas, o estúdio de animação que anteriormente era a Wit Studio foi para MAPPA, Jun Shishido e Yūichirō Hayashi foram substituidos Tetsurō Araki e Masashi Koizuka na direção, o roteiro que era feito por Hiroshi Seko foi assumido por Yasuko Kobayashi, e Tomohiro Kishi foi substituindo Kyōji Asano nos designers de personagem. A trilha sonora composta por Hiroyuki Sawano foi remixada por Kohta Yamamoto. Os primeiros 16 episódios foram transmitidos até o dia 29 de março de 2021, e a segunda parte, com 12 episódios, foi exibida de 10 de janeiro, até 4 de abril de 2022. Uma terceira e última parte será exibida em duas metades; a primeira metade sendo um especial de 1 hora, que estreou em 4 de março de 2023. A quarta e última parte está marcada para estrear na temporada de outubro de 2023.
No Brasil, a partir da segunda temporada foram transmitida simultaneamente na Crunchyroll. Com a estreia da Funimation a animação ganhou dublagem pelo estúdio DuBrasil, desde de 18 de novembro de 2020, e exibindo em simulcast, com atraso de um dia da quarta temporada. Com a parceria da Loading TV e Funimation o anime estreou de segunda as sextas-feiras às 20h30min.

### OVAs
No Japão, os episódios OVAs foram comercializados diretamente em DVD com as edições limitadas de alguns volumes do mangá. O primeiro, foi inicialmente previsto para ser lançado em 9 de agosto de 2013, com a edição limitada do volume 11, mas foi adiado e lançado em 9 de dezembro de 2013, junto com a edição limitada do volume de 12 para melhorar a qualidade da animação. Ele adapta o capítulo extra do mangá chamado O Caderno de Ilse (イルゼの手帳, Iruze no techō) presente no volume 5 que serve como prólogo para a formação dos membros das forças armadas. O segundo, Totsuzen no Raihō-sha (突然の来訪者) foi lançado em abril de 2014 com volume 13. O terceiro, Kon'nan (困難), foi lançado em agosto de 2014, com o volume 14.
Os volumes 15 e 16, respectivamente, em dezembro de 2014 e abril 2015, foram comercializados tanto como uma OVA quanto uma adaptação do spin-off Shingeki no Kyojin: Kuinaki Sentaku. A história gira em torno do soldado Levi e o comandante Erwin Smith e envolve novos personagens, como Farlan e Isabel.

### Filmes de animação
Em abril de 2014, uma produção de dois filmes de animação que compilam os episódios da primeira temporada foi anunciado. O primeiro, Shingeki no Kyojin zenpen ~Guren no yumiya~ (「進撃の巨人」前編～紅蓮の弓矢～), foi transmitido na estreia do Festival Internacional de Cinema de Tóquio no final de outubro. em seguida, foi lançado nos cinemas japoneses em 22 de novembro de 2014, depois foi lançado em DVD e Blu-ray em 18 de março de 2015. O segundo filme, Shingeki no Kyojin kōhen ~Jiyū no tsubasa~ (「進撃の巨人」後編～自由の翼～), foi lançado 27 de junho de 2015, e em DVD e Blu-ray em 30 de março de 2016.

### Trilha sonora
A trilha sonora de todas as adaptações animadas de Shingeki no Kyojin são feitas por Hiroyuki Sawano e foi lançada em dois CDs distribuídos pela Pony Canyon. O primeiro álbum, chamado Shingeki no Kyojin Original Soundtrack (「進撃の巨人」オリジナルサウンドトラック) foi lançado em 28 de junho de 2013 e continha 16 faixas. Shingeki no Kyojin Original Soundtrack II (「進撃の巨人」オリジナルサウンドトラック2), foi colocado à venda em 16 de outubro de 2013, juntamente com a edição limitada do quarto volume do DVD/Blu-ray da série de anime, tendo um total de 11 faixas.
A primeira temporada da série de televisão contém duas músicas-tema de abertura e duas de encerramento. Dos episódios 1 ao 13,5, o tema de abertura foi Guren no Yumiya (紅蓮の弓矢) feita pela banda Linked Horizon e o tema final foi Utsukushiki Zankoku na Sekai (美しき残酷な世界) de Yoko Hikasa. Para episódios desde o 14 ao 25, o tema de abertura foi Jiyuu no Tsubasa (自由の翼) de Linked Horizon e o tema final foi Great Escape feita pela banda Cinema Staff. O CD que continha as músicas-tema de encerramento da série foi lançado em 8 de maio de 2013. Já o CD que continha as músicas-temas de abertura da série, foram lançadas em 10 de julho de 2013 no Japão, vendendo mais de 129.000 cópias em cinco dias e mais de 230.000 cópias em dezembro de 2013.
O tema inicial da segunda temporada do anime, do episódio 26 ao 37, foi Shinzō wo Sasageyo (心臓を捧げよ), da banda Linked Horizon.
A terceira temporada contou com dois temas iniciais e dois finais. O primeiro tema de abertura, do episódio 38 ao 49, foi "Red Swan", por Yoshiki e com a participação do cantor Hyde. O tema de encerramento da primeira parte, correspondente aos mesmos episódios do primeiro tema inicial, foi Requiem der Morganröte, por Linked Horizon.
Para o primeiro filme de animação o tema de abertura é "Guren no Zahyou", de Linked Horizon, e o tema de encerramento é "YAMANAIAME", de Hiroyuki Sawano. Este último tema foi comercializado em 19 de novembro de 2014 com um CD contendo sete faixas.

### Filmelive-action
Uma adaptação em filme em live-action do mangá foi anunciado em outubro de 2011, com uma data de lançamento prevista para 2013 e que Tetsuya Nakashima seria o diretor. Em dezembro de 2012, foi noticiado que Tetsuya Nakashima havia deixado a produção por causa das diferenças criativas. Por causa disso, a data do filme foi adiada para 2015. Em dezembro de 2013, foi anunciado no site oficial que a produção do filme seria responsável pela Tōhō, e que Shinji Higuchi ficou com o cargo de novo diretor e seria responsável também pelos efeitos especiais, e Yūsuke Watanabe e Machiyama Tomohiro como os roteiristas. Em janeiro de 2014, um comercial de carro que caracterizou os Titãs, dirigido por Higuchi, foi transmitido em janeiro de 2014 na Nippon TV, e alcançou mais de cinco milhões de visualizações no YouTube, em quatro dias.

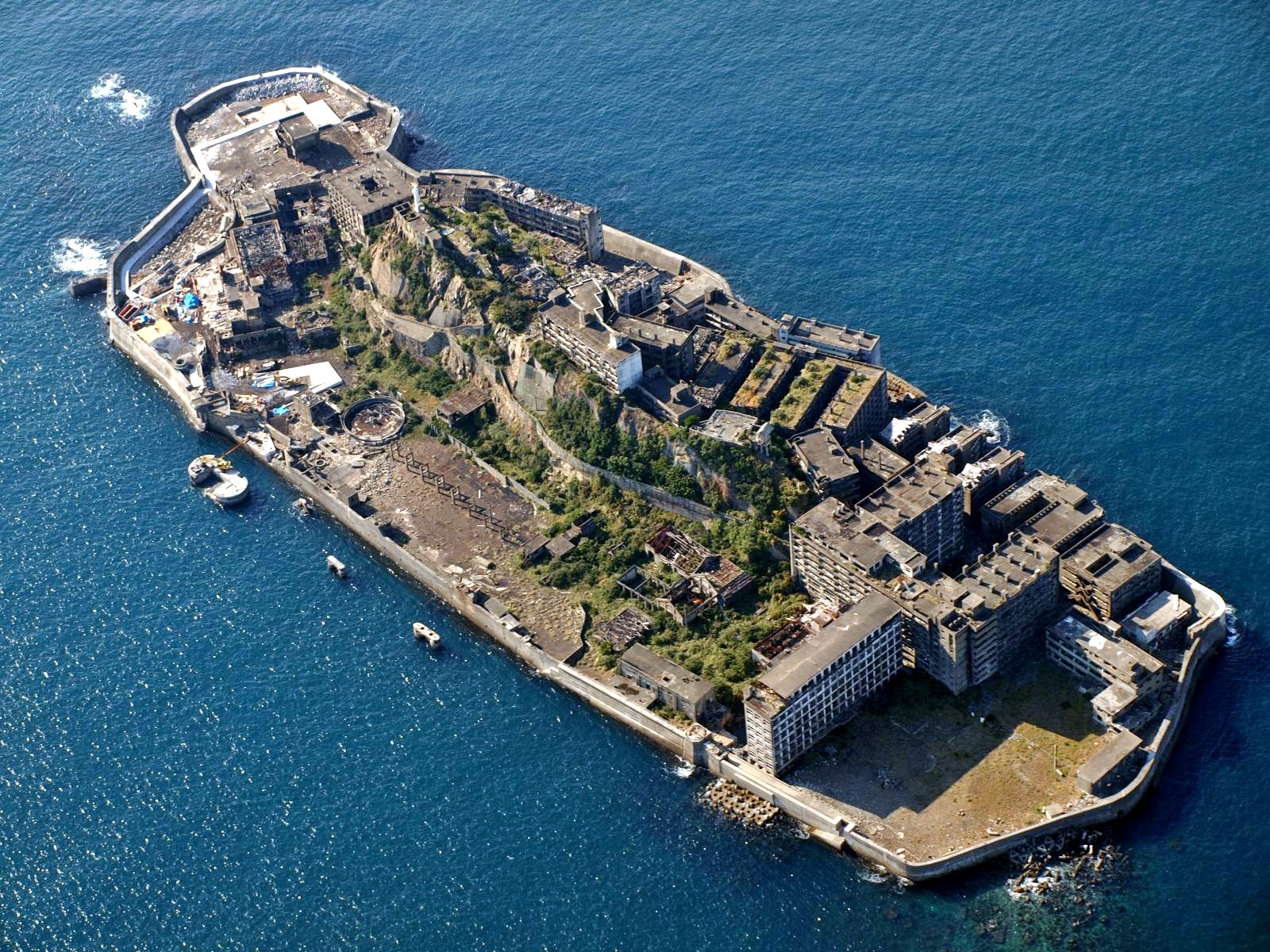
Vista aérea da ilha de Hashima, local de filmagem do filme live-action.

As filmagens iniciaram-se durante o verão de 2014, na ilha de Hashima, que caiu em ruínas e estava abandonado desde os anos 1970. O papel do protagonista Eren Yeager foi interpretado por Haruma Miura. Satomi Ishihara, Kiko Mizuhara, Kanata Hongō, Nanami Sakuraba e Takahiko Miura também fazem parte do elenco e encarnaram personagens do mangá. Sete personagens foram criados para o filme. O filme é divido em duas partes. O primeiro filme foi lançado em 1 de agosto de 2015, intitulado Shingeki no Kyojin (進撃の巨人). E a sequência intitulada Shingeki no Kyojin: End of the World (進撃の巨人: エンド オブ ザ ワールド), foi lançada no Japão em 19 de setembro no mesmo ano.

### Minissérie
Uma minissérie live-action, chamada Shingeki no Kyojin: Hangeki no Noroshi (進撃の巨人 反撃の狼煙) e utilizando os mesmos atores dos filmes, começou a ser transmitida no serviço de streaming na NnaTT DoCoMo em agosto de 2015. A minissérie teve 3 episódios e focava na personagem Zoë Hange e suas pesquisas com os Titãs, e bem como o Aparelho de Movimentação Tridimensional foi criado.

### Jogos eletrônicos
A Konami lançou um jogo eletrônico de cartas colecionáveis em 2 de abril de 2012 na plataforma móvel Mobage. Um jogo eletrônico social chamado Shingeki no Kyojin: Hangeki no tsubasa (進撃の巨人 -反撃の翼) e criado pela Strategy & Partners foi lançado na plataforma móvel GREE em 26 de abril de 2013, em seguida, para a plataforma Mobage em 5 de julho de 2013. A versão Browser game chamada Shingeki no Kyojin: Hangeki no tsubasa Online (進撃の巨人 -反撃の翼 オンライン) também foi lançada em 24 de dezembro de 2013, e ficou disponível online até 28 de maio de 2015.
Houve quatro adaptações em visual novel de Shingeki no Kyojin incluídos nas primeiras cópias do terceiro e sexto volume do disco Blu-ray do anime, e foram desenvolvidos por funcionários da Nitroplus em colaboração com Production I.G e com a supervisão do autor Hajime Isayama, e reconta a história da série incluindo histórias inéditas de Mikasa, Levi e Erwin. O terceiro volume do Blu-ray foi lançado em 18 de setembro de 2013, com a visual novel Lost in the Cruel World, que foca na história da Mikasa. O sexto volume do Blu-ray foi lançado 18 de dezembro no mesmo ano, teve três visual novels: Kuinaki Sentaku (悔いなき選択), sobre o passado de Erwin e de Levi, Nubatama no yoru no mori ni akaakato moyuru (ぬばたまの夜の森に、あかあかと燃ゆる, Brightly Burning in the Forest on a Pitch-Black Night) sobre Eren e Levi e o jogo Wall Sina, Goodbye (アニ外伝) sobre a Annie.
Um videogame de ação em 3D, intitulado Shingeki no Kyojin: Jinrui saigo no tsubasa (進撃の巨人〜人類最後の翼) desenvolvido pela Spike Chunsoft para Nintendo 3DS, foi lançado no Japão em 5 de dezembro de 2013, 12 de maio na América do Norte e na Europa em 2 de julho de 2015. Uma DLC sobre Levi e Sasha foi posteriormente lançada. Em julho de 2014, o jogo já tinha vendido cerca de 300.000 cópias.
Em setembro de 2014, uma nova versão do jogo intitulado Chain foi anunciado. Este oferece novos níveis e novas missões, e um modo multiplayer cooperativo jogável online para até quatro jogadores. O jogo foi lançado em 4 de dezembro de 2014 no Japão, em seguida, foi lançado em maio de 2015 na América do Norte, sob o título Attack on Titan: Humanity in Chains através da Nintendo eShop pela Atlus. Na Europa, o lançamento foi adiado para 2 de julho devido a uma reclamação de direitos autorais, forçando a Atlus a lançar o jogo sob o título Shingeki no Kyojin: Humanity in Chains.
Um jogo eletrônico de smartphone para as plataformas IOS e Android, intitulado Shingeki no Kyojin -Jiyū e no Hōkō- (進撃の巨人 -自由への咆哮-), foi lançado em 7 de fevereiro de 2014 no Japão. Este é um jogo de estratégia muito parecido com o jogo Clash of Clans.
No Japan Amusement Expo 2015, a Capcom anunciou que está desenvolvendo um jogo arcade de Shingeki no Kyojin.
Um jogo que adapta a história do mangá lançado para PlayStation 4, PlayStation 3, e PlayStation Vita, publicado pela Koei Tecmo e desenvolvido pela Omega Force foi anunciado em outubro de 2015. Intitulado Shingeki no Kyojin (Attack on Titan Wings of Freedom no Ocidente), o jogo apresenta dez personagens jogáveis. Foi lançado em 18 de fevereiro de 2016 no Japão e 26 de agosto de 2016 na Europa e 30 de agosto na América do Norte. No Ocidente, o jogo também está disponível para Xbox One e Microsoft Windows.

### Outras mídias
Dois guidebooks do mangá chamados Inside e Outside respectivamente, foram lançados em 9 de abril e 9 de setembro de 2013, mostrando artes conceituais, perfis de personagens e entrevistas. Um terceiro guidebook sobre os bastidores da produção do anime chamado de Shingeki no Kyojin: Animation Side kō (進撃の巨人 ANIMATION SIDE 吼), foi lançado no Japão em 7 de fevereiro de 2014.
Em 3 de novembro de 2014, o escritor e editor americano C. B. Cebulski da Marvel Comics, revelou que um crossover entre o universo de Shingeki no Kyojin e o universo da Marvel estava em produção. Intitulado Attack on Avengers, a série começou a ser publicada em 15 de novembro de 2014 na revista Brutus publicada pela Magazine House. O roteiro é escrito pelo Hajime Isayama e arte de Gerardo Sandova e tem a proposta de um confronto entre os membros dos Guardiões da Galáxia e Vingadores contra vários Titãs diferentes do mangá nas ruas da cidade de Nova Iorque.
No Japão, há um grande marketing em torno da série. A partir de 23 de janeiro até 10 de maio de 2015, a Universal Studios Japan organizou atrações baseadas em Shingeki no Kyojin. “The Real”, a experiência de Shingeki no Kyojin apresentou em tamanho real os 15 metros de altura do Titã de Eren e da Titã Fêmea em combate. As outras atrações incluíram um Titã do nível do chão, onde os visitantes poderiam posar para tirar fotos.
Dakimakura de Eren e Levi, bem como o Aparelho de Movimentação Tridimensional de corte de papel também são comercializados. Action figures de vários personagens da série são vendidas pela Banpresto, Good Smile Company e Max Factory. Volumes extras e especiais do mangá também são propagados em algumas edições da revista Bessatsu Shōnen Magazine. Um CD drama de 16 minutos foi criado pela mesma equipe que produziu o anime foi incluso na edição de janeiro de 2014 da revista Bessatsu Shōnen Magazine. Uma revista especial de doze edições, Monthly Attack on Titan, foi comercializado a partir de abril de 2015 e apresenta figures dos personagens e um diorama.
Produtos não oficiais também são bem recebidos; por exemplo, um jogo eletrônico chamado Hangeki no ha (反撃の刃), foi lançado no Google Play em 22 de agosto de 2013, e foi baixado mais de 500.000 vezes em apenas cinco dias.

## Recepção

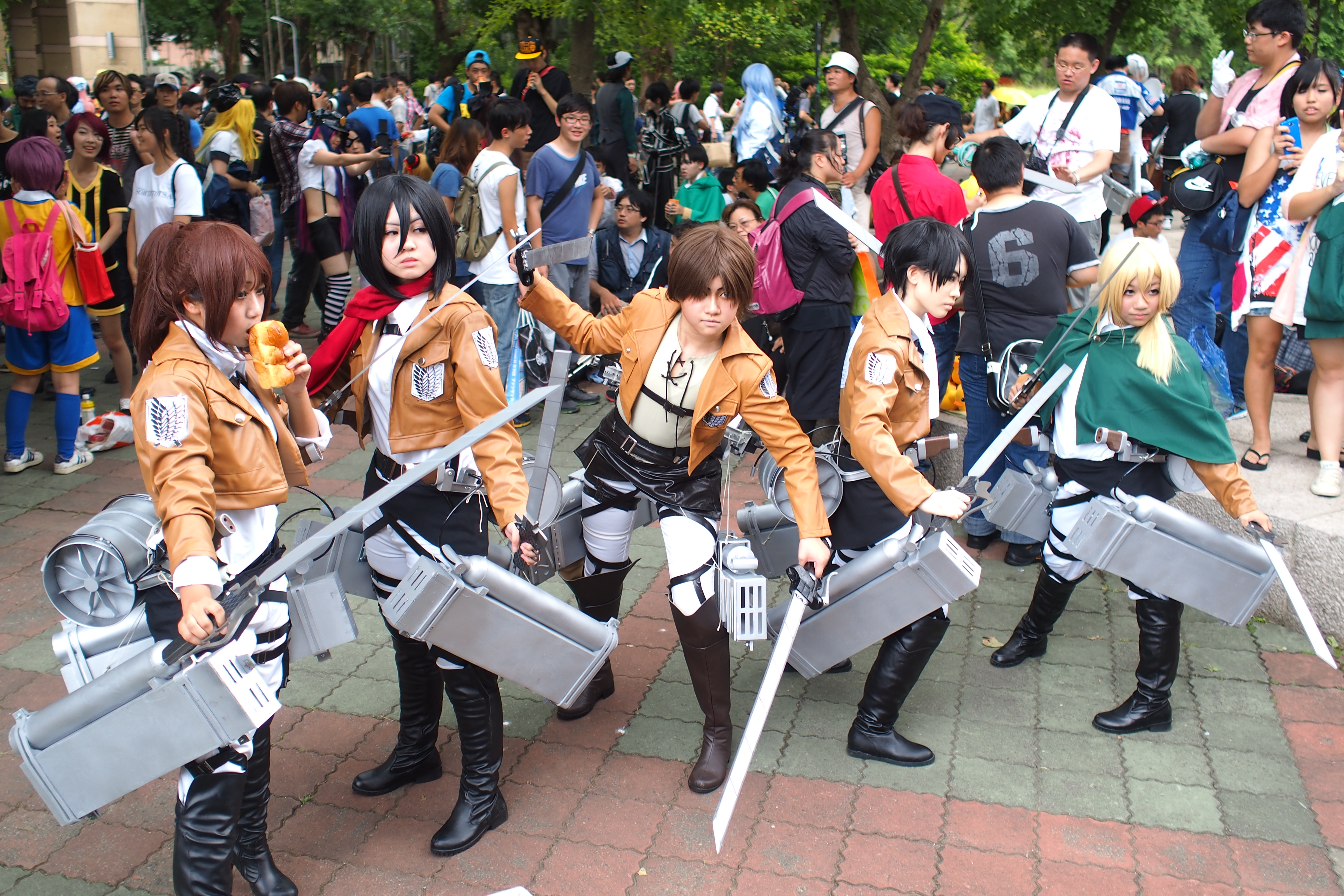
Cosplayers de alguns personagens do mangá.

### Recepção do mangá

#### Vendas e premiações
Shingeki no Kyojin ganhou o Prêmio de Mangá Kōdansha na categoria shōnen em 2011, foi nomeado também para a quarta edição anual do Grande Prêmio de Mangá e para a décima sexta e décima oitava edição do Prêmio Cultural Osamu Tezuka. Na edição de 2012 o Kono Manga ga Sugoi!, guia que examina a indústria de mangás, nomeou Shingeki no Kyojin como a oitava melhor série de mangá para leitores do sexo masculino, enquanto a edição de 2014 nomeou como o sexto melhor. Shingeki no Kyojin foi o segundo mangá mais vendido de 2013, com 15,933,801 cópias vendidas em um único ano. O volume 12 da série teve uma tiragem inicial de 2.2 milhões de cópias, tornando a série um dos únicos mangás a ter uma tiragem inicial de mais de 2 milhões de cópias, junto a One Piece. Em abril de 2014, a Oricon noticiou que a série teve um total de 30 milhões de volumes vendidos. No mesmo período da revelação, a editora do mangá, a Kodansha, creditou Shingeki no Kyojin como o primeiro impulso de vendas em 18 anos. Na primeira metade de 2014, chegou ao topo do ranking, acabando com o reinado de 5 anos de One Piece como o mangá mais vendido daquele período, surpreendendo o autor Hajima Isayama que agradeceu aos leitores postando uma mensagem em seu blog. O volume 13 tem a maior primeira impressão inicial da série até agora, com 2.750.000 cópias. Foi a primeira vez que um registro de tiragem chegou mais rápido a esse número na editora da série. O mangá ficou em segundo lugar dos mangás mais vendidos do ano de 2014, vendendo 11,728,368 cópias. Em 2015, a série vendeu 8,778,048 cópias e ficou em terceiro lugar no ranking dos mangás mais vendidos do ano. O anime também ajudou a divulgar a obra, com o jornal japonês Mainichi Shimbun chamando-o de "o hit da década".
Seis dos cinco volumes lançados na época ficaram na lista do The New York Times Manga Best Seller na semana de 13 de outubro de 2013, e o volume um ficou na lista por 81 semanas seguidas. Em junho de 2015, o mangá alcançou o sexto lugar na centésima semana da lista entre os principais lançamentos domésticos. O volume de número um também ficou em primeiro lugar na lista da Nielsen BookScan dos 20 melhores romances gráficos em livrarias americanas em outubro 2013, e para o mês de setembro, a série teve mais volumes na lista como nenhuma outra série. O Young Adult Library Services Association nos Estados Unidos chamou a série como um dos "Grandes Romances Gráficos para Adolescentes". A Kodansha USA recebeu o prêmio Harvey Award de 2014 para Melhor Edição Americana de Um Material Estrangeiro da versão em inglês da série. Shingeki no Kyojin foi o único mangá nomeado para um Goodreads Choice Award para a categoria de Melhor Romance Gráfico/Quadrinho em 2013.

#### Crítica
Muitos críticos têm analisado Shingeki no Kyojin como uma representação do "desespero sentido pelo jovens na sociedade de hoje". Enquanto o escritor Mao Yamawaki chamou-lhe de uma "história de amadurecimento dos adolescentes para a fase adulta", com um novo mistério a cada final de episódio. E são estes mistérios que o crítico Tomofusa Kure diz que amplifica as expectativas dos leitores. André Sallitto do site brasileiro Omelete comentou que o mangá "apresenta um ótimo conceito, mas peca na execução", dizendo que ao explorar o belo e interessante mundo criado por Isayama, o mesmo peca ao desenvolver os personagens, fazendo o leitor continuar a ler o mangá por "pura curiosidade e não por necessariamente se importar com os personagens". Yoshiyuki Tomino, criador da série Gundam, criticou Shingeki no Kyojin descrevendo-a como "pornográfica", "cru" e "grotesca" e que o autor da série usou as suas experiências como vítima de bullying na infância como inspiração para a sua obra. A obra de arte do mangá também tem sido criticado rudemente por alguns críticos, como o próprio Isayama diz que os seus desenhos são "amadores". No entanto, esses mesmos críticos afirmaram que, após anos de serialização, a arte vem melhorando, e Kure acredita que se as ilustrações fossem mais "profissionais", não teria transmitido a "sensação de desconforto e mistério" que é a característica principal da série. Em um curto review, Jason Thompson notou que os personagens convenientemente recebiam "power-ups" para criar "plot twists", mas concluiu que estes plot twists que disse e o mundo pós-apocalíptico do mangá são "bons demais para perder".
A série ganhou uma grande popularidade não só no Japão, mas também em todo o mundo. Por exemplo, a cobertura da estréia do anime apareceu na primeira página de um jornal gratuito de Hong Kong chamado am730 em 27 de maio de 2013, que comentou sobre à sua popularidade dentro de Hong Kong, bem como na China e Taiwan. No entanto, a série também atraiu críticas, a revista sul-coreana Electronic Times acusou Shingeki no Kyojin de passar uma mensagem militarista que serviu como inclinações políticas do primeiro-ministro japonês, Shinzō Abe. Já o ativista social de Hong Kong Wong Yeung-tat elogiou a série de Hajime Isayama e a versatilidade de Shingeki no Kyojin, que abre várias interpretações aos leitores. Em 2010, várias mensagens de ameaças de morte em um post do blog do autor da série começaram surgir, isso após uma notícia publicada que dizia que o design do personagem Dot Pixis foi baseado em um imperador japonês Akiyama Yoshifuru. Não se sabe quem fez as ameaças, mas devido a vários erros de gramática que as mensagens em japonês continham, acredita-se que foi escrito por pessoas de fora do Japão.

### Recepção do anime

#### Vendas e premiações
O anime que adapta o mangá ganhou vários prêmios durante a terceira edição do Newtype Anime Awards, incluindo os prêmios de Melhor Diretor, Melhor Roteiro, Melhor Trilha Sonora, Melhor Personagem Feminino pela personagem Mikasa e o Título do Ano. Recebeu também o prêmio de Melhor Animação da TV em 2013 no Animation Kobe Awards.[carece de fontes?] No Tokyo Anime Award, o anime ganhou o prêmio de Animação do Ano de 2014, junto com, Melhor Diretor, Melhor Roteiro e Melhor Música. E ganhou também o prêmio de Conteúdo Digital do Ano de 2013 do Japão na décima nona edição anual do Association of Media in Digital (AMD) Awards. Os DVDs e Blu-rays da série venderam muito bem no Japão, os primeiros volumes tanto dos DVDs e dos discos Blu-rays ficaram em primeiro lugar na primeira semana de comercialização. Os outros oito volumes quando lançaram também de ambos ficaram nas primeiras posições no ranking de vendas.

#### Crítica
Carl Kimlinger do Anime News Network criticou fortemente os dois primeiros episódios da adaptação em anime, dizendo que não o considera uma boa série. Kimlinger criticou a direção de Araki, dizendo que ele "pretende claramente que o clima seja poderoso e perturbador, mas é apenas bruto e desagradável". Por outro lado, os outros críticos do Anime News Network elogiaram muito a série. Rebecca Silverman disse que "ao mesmo tempo que é maravilhoso, tem um visual terrível", e transmite "um terror que te faz querer fechar os olhos e ao mesmo tempo abri-los por curiosidade para descobrir o que irá acontecer". Embora que existam várias obras fictícias de ação apocalíptica, Carlo Santos notou que "poucos conseguem chegar tão perto da perfeição como Shingeki no Kyojin". Santos o descreveu como "uma obra prima de morte e destruição" mesmo que tenha assistido apenas o primeiro episódio. Theron Martin elogiou a trilha sonora e o "intenso, e impactante primeiro episódio" apesar da sensação de que o anime tem uma "animação limitada".